# 海漆
海漆（学名：Excoecaria agallocha），又名土沉香、山贼仔、水贼、水漆，为大戟科海漆属下的一个种。該植物分布于广西东兴、广东南部（如台山鎮海灣）及沿海各岛屿3和台湾基隆、高雄、屏东、印度、斯里兰卡、泰国、柬埔寨、越南、菲律宾及大洋洲，主要生长在红树林近陆地侧，有时也出现在红树林前沿，在完全不受潮汐影响的陆地上和淡水里也有发现。

## 简介
海漆是一种主要生长在红树林湿地当中的植物， 一般被认为是一种真红树植物，但海漆的英文名之一“back mangrove”说明了这种植物主要生长在红树林后方，实际上，这种植物甚至可以在远离海洋的高海拔地区出现 ，也鉴于此特性，现在也有许多科学家将其视作一种半红树植物。
这种树能长到15米高，并且雌雄异株。总状花序，雄花序较长且下垂呈须状，雌花序较短且向上竖起，蜜蜂等传粉昆虫经常会为这些花传粉，结黑色小蒴果，即将凋落的叶子会变成红色，这种植物也以凋落叶子的方式来带走体内多余的盐分。
该植物体内含有用于防止动物摄食的有毒化合物；其中包括某些类型的二萜类化合物、三萜类化合物和类黄酮，当它的伤口流出来的乳汁滴入眼睛时会使人出现短暂的失明。

## 扩展阅读
- 維基物種上的相關：海漆